# Ivan Dziouba
Pour les articles homonymes, voir Dziouba.
Ivan Mykhailovych Dziouba (en ukrainien : Іва́н Миха́йлович Дзю́ба), né le 26 juillet 1931 à Mykolaïvka et mort le 22 février 2022 à Kiev, est un critique littéraire et ministre de la Culture ukrainien. Il est militant social, dissident, Héros de l'Ukraine, membre de l'Académie nationale des sciences d'Ukraine.

## Biographie

### Enfance et formation
Dziouba est né à Mykolaïvka (raion de Volnovakha, oblast de Donetsk) dans une famille paysanne dans la région minière du Donbass,,. Il est le fils de Mykhailo Ivanovych Dziouba (1909-1943) et Olga Nikiforovna Dziouba (nom de jeune fille, Gnitko) (1912-1981). Son père meurt au front en 1943 et sa mère exerce la profession d'infirmière,. Jusqu'à l'âge de 17 ans, il ne parle que le russe,,.
En 1932, sa famille pour fuir la famine, déménage de son village natal vers le village ouvrier voisin de Novotroyitske pendant une courte période. Ensuite, ils résident à Olenevski Quarry (renommé Dokoutchaïevsk), où Dziouba termine l'école secondaire № 1. De 1949 à 1953, il étudie à l'Institut pédagogique de Donetsk, en sort diplômé de philologie russe en 1953,,,. Il poursuit ses études supérieures à l'Institut de littérature Taras Chevtchenko de Kiev (1953-1956) où il obtient son diplôme de 3e cycle.

### Dissidence
En 1957, il est rédacteur en chef du Département d'études littéraires et de critique de la revue Vitchyzna (Patrie). Son premier recueil intitulé L'homme ordinaire ou le Le Philistin est publié en 1959 par Radyyans'kyy Pys'mennyk,. Dans ses articles, Dziouba demande aux écrivains soviétiques de décrire la vie réelle plutôt qu'utiliser des termes de propagande. En 1959, il devient membre de l'Union des écrivains d'Ukraine. Il s'oppose aux restrictions et à la censure appliquée à la littérature, défendant le droit des écrivains à s'exprimer librement et être créatifs ce qui lui apporte une grande estime chez les jeunes écrivains et lecteurs. Il participe aux travaux du Club de la jeunesse créative, créé à Kiev en 1960 et en devient une des principales figures avec Yevhen Sverstiouk et le leader I. Svitlychny.
À l'époque de Khrouchtchev, sa participation à des manifestations contre les arrestations politiques entraîne son licenciement du poste de rédacteur en chef du magazine Vitchyzna en 1962 pour des erreurs idéologiques,. De 1964 à 1965 Dziouba est consultant littéraire de la maison d'édition Molod (Jeunesse). Son action dissidente la plus connue est son intervention lors de la première du film Les Chevaux de feu de Sergueï Paradjanov où, au lieu de parler du film, il interpelle les auditeurs sur les arrestations secrètes des jeunes intellectuels provoquant la confusion dans la salle. Il est arrêté puis rapidement libéré mais cela entraîne son licenciement de la maison d'édition Molod en 1965. Il est alors transféré au journal Ukrainian Biochemical Journal comme éditeur linguistique.

### Internationalisme ou russification?
À la fin de 1965, Dziouba écrit son ouvrage Internationalisme ou russification ? qu'il adresse aux autorités communistes, c'est-à-dire Petro Chelest (premier secrétaire du Parti communiste d'Ukraine) et Volodymyr Chtcherbytskiï, président du Conseil des ministres d'Ukraine,,. Cet ouvrage est celui qui reste le plus associé à son nom. Rempli de références à Lénine, l'ouvrage traite des problèmes menaçant les relations nationales dans la société socialiste avec la russification forcée de l'Union soviétique. Il y fait naître la notion de culture des sentiments nationaux. Dziouba y explique notamment comment l'armée rend « les jeunes Ukrainiens... désorientés nationalement et démoralisés linguistiquement. ... cela est terriblement dommageable au développement national ».
Le 29 septembre 1966, lors du 25e anniversaire du massacre des Juifs et des Ukrainiens par les nazis à Babi Yar, Dziouba se livre à un véritable réquisitoire contre l'anti-sémitisme d'État en URSS et il exhorte les Ukrainiens et les Juifs à lutter ensemble. En janvier 1968, il est autorisé brièvement à retourner travailler comme éditeur.

### Persécution
Le répit est de courte durée. Véritable succès en Ukraine en publications non officielles, l'ouvrage Internationalisme ou russification ? est rapidement publié aussi à l'étranger. Les anglais le publient en 1968 en anglais puis en ukrainien. Une version italienne suit rapidement avant d'être traduit aussi en français. Le Comité central du Parti communiste créé un groupe qui a écrit une brochure "Comment et ce que défend Ivan Dziuba" publié durant l'été 1969 à l'étranger sous le pseudonyme "B. Stenchuk" pour le discréditer mais c'est un échec,,,. Les interpellations et les perquisitions à son domicile se multiplient. Une commission spéciale du Comité central du Parti communiste d'Ukraine se réunit alors, examine le texte et décide qu'il s'agit de "pamphlets sur la réalité soviétique, la politique nationale du PCUS et la pratique de la construction communiste en URSS". Les autorités accusent Dziouba de saper l'amitié soviétique entre les peuples et d'alimenter la haine entre les peuples ukrainien et russe. Pour cette raison, il est exclu de l'Union des écrivains d'Ukraine en 1972,, puis arrêté le 18 avril 1972. A la mi-mars 1973, il est condamné à 5 ans de prison et 5 ans d'exil,. Souffrant de tuberculose, il est confiné et isolé dans les locaux du KGB à Kiev. Plus important que son emprisonnement, les autorités veulent que Dziouba renie publiquement ses écrits. Plus tard, il demande pardon et après 18 mois de prison, Dziouba est gracié, à la condition d'écrire un ouvrage reniant son précédent. Il est alors embauché et contraint de travailler au journal de l'usine de production en série d'Antonov comme correcteur d'épreuves,.

### Reniement ... officiellement
En 1978, il publie Hrani krystala (Facets of a Crystal) qui constitue la répudiation officielle (condition de sa liberté) de son ouvrage précédent Internationalisme ou russification ?, ce qui lui permet de réintégrer l'union des écrivains d'Ukraine,. Cet ouvrage est diversement apprécié, certains le voient comme un ouvrage toujours un peu dissident mais clairement publié sous la contrainte tandis que les plus nationalistes le critiquent plus ouvertement pour ce reniement et l'appui apporté au communisme. Malgré cela, Ivan Dziouba est vu comme un important avocat de l'Ukraine moderne et il continue à être un activiste littéraire et un défenseur de l'indépendance de l'Ukraine.

### Héros de l'Ukraine
Professionnellement, il continue son travail en publiant de très nombreux ouvrages sur la littérature ukrainienne des 19e et 20e siècle. Après le changement de situation politique en Union soviétique et la transition vers l'Ukraine indépendante, Dziouba devient populaire et publie plus de 350 œuvres littéraires. A la fin des années 1980, il co-fonde le Mouvement populaire d'Ukraine,. À partir de 1991, Dziouba est aussi éditeur en chef du magazine Suchasnist. Il est rédacteur en chef du magazine The Contemporary (Сучасність) et pendant les années 1990, membre des comités de rédaction des magazines scientifiques "Київська старовина", "Слово і час", "Євроатлантика" et autres.
Il est nommé en 1992, ministre de la Culture d'Ukraine (1992—1994),,, en remplacement de Laryssa Khorolets et le second depuis l'indépendance. Il fait aussi partie au même moment du groupe d'initiative "1er décembre". Dziouba est un partisan de l'indépendance culturelle ukrainienne vis-à-vis du russe et juge que l'indépendance politique ne peut être obtenue sans indépendance culturelle et spirituelle. Toutefois, connaissant l'étroite relation entre les deux cultures, il ne souhaite pas l'interdiction de la culture russe mais plutôt la « réduction de sa domination par l'augmentation du potentiel de la culture nationale ukrainienne et l'assimilation croissante » d'autres cultures européennes et mondiales. Il veut « éliminer son influence dénationalisante sans perdre aucune des réalisations de la culture russe ».
Plus tard, il devient chef du Comité du prix national Chevtchenko (1999–2001). Il entre comme académicien à l'Académie nationale des sciences d'Ukraine dont il devient secrétaire du Département d'études littéraires, linguistiques et artistiques,,. Il est co-chef du comité de rédaction de l'Encyclopédie de l'Ukraine moderne, et aussi rédacteur en chef de la revue Сучаснiсть (Modernité),.
Dziouba reçoit plusieurs prix et il est notamment lauréat du prix Chevtchenko,, du prix O. Biletsky (1987), du prix international du Fonds Antonovich, du prix Volodymyr Vernadsky et il est distingué du titre de héros de l'Ukraine en 2001. En 2005, il est fait docteur honoraire de l'IUAS (International Association of Ukrainian Studies).
Dziouba est mort à Kiev le 22 février 2022, à l'âge de 90 ans.